# Ruth Benedict
Ruth Benedict (Nova York, 5 de juny del 1887 – 17 de setembre del 1948) va ser una antropòloga estatunidenca.

## Biografia
Va néixer a la ciutat de Nova York, i estudià al Vassar College d'aquesta ciutat, on es va graduar l'any 1909.
Va ingressar a la Universitat de Colúmbia el 1919, on va ser estudianta del curs impartit per Franz Boas. Es va graduar com a doctora en filosofia el 1923. Alguns dels seus companys van ser Margaret Mead (amb qui va sostenir una relació amorosa) i Marvin Opler.
Franz Boas, el seu mestre, és considerat el pare de l'antropologia nord-americana. Els seus punts de vista sobre la manera com l'antropologia havia d'encarar l'anàlisi de la societat es reflecteixen especialment en l'obra de Ruth Benedict.
La postura de Boas sobre el racisme (exposada a Race, Language and Culture) arriben a l'obra de Benedict, que afirmava a Patterns of Culture (1934) que la cultura de cada poble és única i només pot ser compresa des dels seus propis termes.
En el context de la Segona Guerra Mundial, Benedict va participar com a col·laboradora de l'exèrcit dels Estats Units. La tasca específica encarregada a l'autora va ser l'anàlisi de la cultura japonesa, amb el propòsit de comprendre quins eren els principis més importants del patró cultural dels japonesos. En teoria, això donaria als militars nord-americans un avantatge sobre els seus oponents asiàtics. El fruit d'aquesta investigació va ser el treball The Chrysanthemum and the Sword  (El crisantem i l'espasa). Un dels conceptes fonamentals apareguts en aquesta obra és la distinció entre cultures de la vergonya i cultures de la culpa.

### Relació amb Margaret Mead
Margaret Mead i Ruth Benedict es consideren les dues antropòlogues més influents i famoses del seu temps. Una de les raons per les quals Mead i Benedict es van fer tant va ser perquè totes dues tenien una passió pel seu treball i cada una tenia el sentiment d'orgull de ser una dona treballadora d'èxit en un moment en què això era poc freqüent. Se sap que es criticaven sovint el treball l'una a l'altra; van crear una complicitat que va començar en la feina, però que durant el primer període també era de caràcter eròtic. Tant Benedict com Mead volien trencar amb els estereotips sobre les dones del seu temps i demostrar que les dones treballadores podien tenir èxit, tot i que la societat treballadora era considerada com un món d'homes. De la memòria de la filla de Margaret Mead sobre els seus pares, With a Daughter's Eye, s'infereix que la relació entre Benedict i Mead era parcialment sexual. El 1946, Benedict va rebre el Premi a l'assoliment de l'Associació Americana de Dones Universitàries. Després de la mort per un atac cardíac de Benedict, el 1948, Mead va conservar el llegat del treball de Benedict supervisant els projectes dels quals Benedict havia tingut cura i ocupant-se de l'edició i la publicació de les notes dels estudis que Benedict havia recollit al llarg de tota la seva vida.

## Obres
- Benedict, Ruth. "Journals." An Anthropologist at Work: Writings of Ruth Benedict. Ed. Margaret Mead. Boston: Houghton Mifflin Company, 1959, pp. 118–155.
- Benedict, Ruth. "The Story of My Life..." An Anthropologist at Work: Writings of Ruth Benedict. Ed. Margaret Mead. Boston: Houghton Mifflin Company, 1959. pp. 97–112.
- Benedict, Ruth. "The Vision in Plains Culture." American Anthropologist 24:1-23. Benedict[Enllaç no actiu].
- Benedict, Ruth. "Two Diaries." An Anthropologist at Work: Writings of Ruth Benedict. Ed. Margaret Mead. Boston: Houghton Mifflin Company, 1959, pp. 55–79.
- Benedict, Ruth. Patterns of Culture. New York: Houghton Mifflin, 1934.
- Benedict, Ruth, and Gene Weltfish. "The Races of Mankind", Public Affairs Pamphlet No. 85. New York: Public Affairs Committee, Inc., 1943.
- Benedict, Ruth. The Chrysanthemum and the Sword: Patterns of Japanese Culture. Rutland, VT and Tokyo, Japan: Charles E. Tuttle Co. 1954 orig. 1946.
- Benedict, Ruth. "Anthropology and the Humanities." American Anthropologist 50: 585-593. Benedict[Enllaç no actiu].